# Бедья, Крис
Крис Вьянне́ Бедья́ (фр. Chris Vianney Bedia; родился 5 марта 1996, Абиджан) — ивуарийский и французский футболист, нападающий берлинского «Униона», выступающий на правах аренды за швейцарский «Янг Бойз».

## Клубная карьера
Родился в Кот-д’Ивуаре в городе Абиджан. В возрасте 9 лет переехал с родителями во Францию. Занимался футболом в академии футбольного клуба «Тур». В 18 лет дебютировал за взрослую команду в матче Лиги 2. В апреле 2016 года отметился дублем в ворота «Бреста». Однако, несмотря на перспективный старт, не смог закрепиться в основном составе «Тура», проведя всего 20 матчей и забив 5 голов.
Летом 2016 года перешёл в бельгийский «Шарлеруа». В первом сезоне забил 6 голов во всех турнирах. В сезоне 2017/18 стал реже выходить в стартовом составе и отметился лишь 2 мячами.
С целью получения большей игровой практики в летний трансферный период 2018 года отправился в годичную аренду с правом выкупа в «Зюлте-Варегем», но там не смог проявить себя, не забив ни одного мяча в 17 матчах.
По возвращении в «Шарлеруа» Бедье предоставился шанс снова побороться за место в стартовом составе при новом главном тренере Кариме Белосине. Сыграл в трёх первых матчах сезона 2019/20 и закрепился в статусе второго нападающего в команде.
Несмотря на улучшение положения в «Шарлеруа», был отдан в «Труа» в годичную аренду с правом выкупа. Во французском клубе снова испытал радость регулярной игры в стартовом составе, но показал смешанные результаты, отметившись лишь 3 голами в 22 матчах.
Не сумев убедить «Труа» активировать опцию выкупа, перед началом сезона 2020/21 вернулся в «Шарлеруа», где более не входил в планы главного тренера и был вынужден искать новую команду.
18 августа 2020 года перешёл в «Сошо» в качестве игрока аренды с правом выкупа. В новом клубе провёл наиболее успешный сезон в своей профессиональной карьере, отличившись 12 голами в 38 матчах. Благодаря прорывному сезону заинтересовал такие клубы, как «Монпелье» и «Нант». Несмотря на это, «Сошо» не воспользовался опцией выкупа, и Бедья в очередной раз вернулся в «Шарлеруа».
По возвращении в состав «зебр» в отсутствие основного нападающего Шамара Николсона сыграл в первом матче чемпионата в стартовом составе и забил гол, который, однако, остался единственным в сезоне. После этого был преимущественно игроком запаса, а после 22 октября 2021 года и вовсе перестал попадать в заявку.
24 января 2022 года подписал контракт с швейцарским «Серветтом» до июля 2024 года. Провёл прорывной сезон 2022/23: пропустив большую часть первой половины сезона из-за травмы, во второй половине отметился 12 голами в 23 матчах и сыграл важную роль в достижении клубом второго места в чемпионате. В сезоне 2023/24 продолжил регулярно забивать и после первой половины сезона был лучшим бомбардиром чемпионата с 10 голами в 17 матчах. Также отметился голами в еврокубках в ворота «Рейнджерс» и «Ромы». 
18 января 2024 года перешёл в «Унион» (Берлин).

## Карьера в сборной
Выступал за сборные Кот-д’Ивуара до 17, до 20 и до 23 лет. В 2015 году в составе сборной до 20 лет выступил в Кубке африканских наций (до 20 лет) и турнире в Тулоне.
Был вызван в главную национальную сборную в 2021 году, но на поле не появился.